# نهر آثي غالانا ساباكي
نهر آثي غالانا ساباكي هو ثاني أكبر نهر في كينيا بعد نهر تانا، يبلغ إجمالي طوله 390 كم وحوضه يمتد لحوالي 70.000 كم مربّع

## مساره
ينبع من قرية آثي ريفير ويلتقي بنهر نيروبي ليصب أخيراً بالمحيط الهندي في مدينة ماليندي

## معرض صور

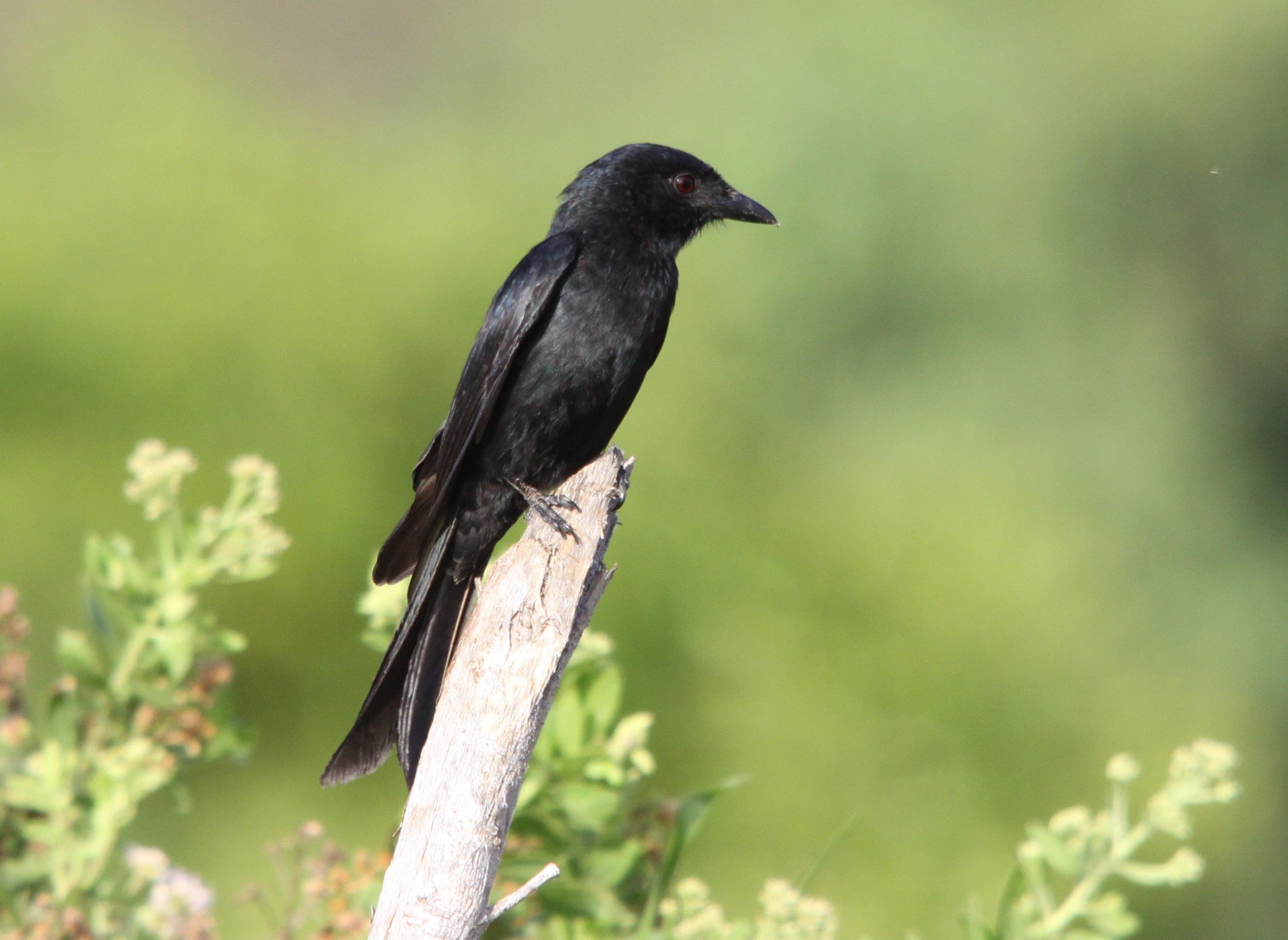
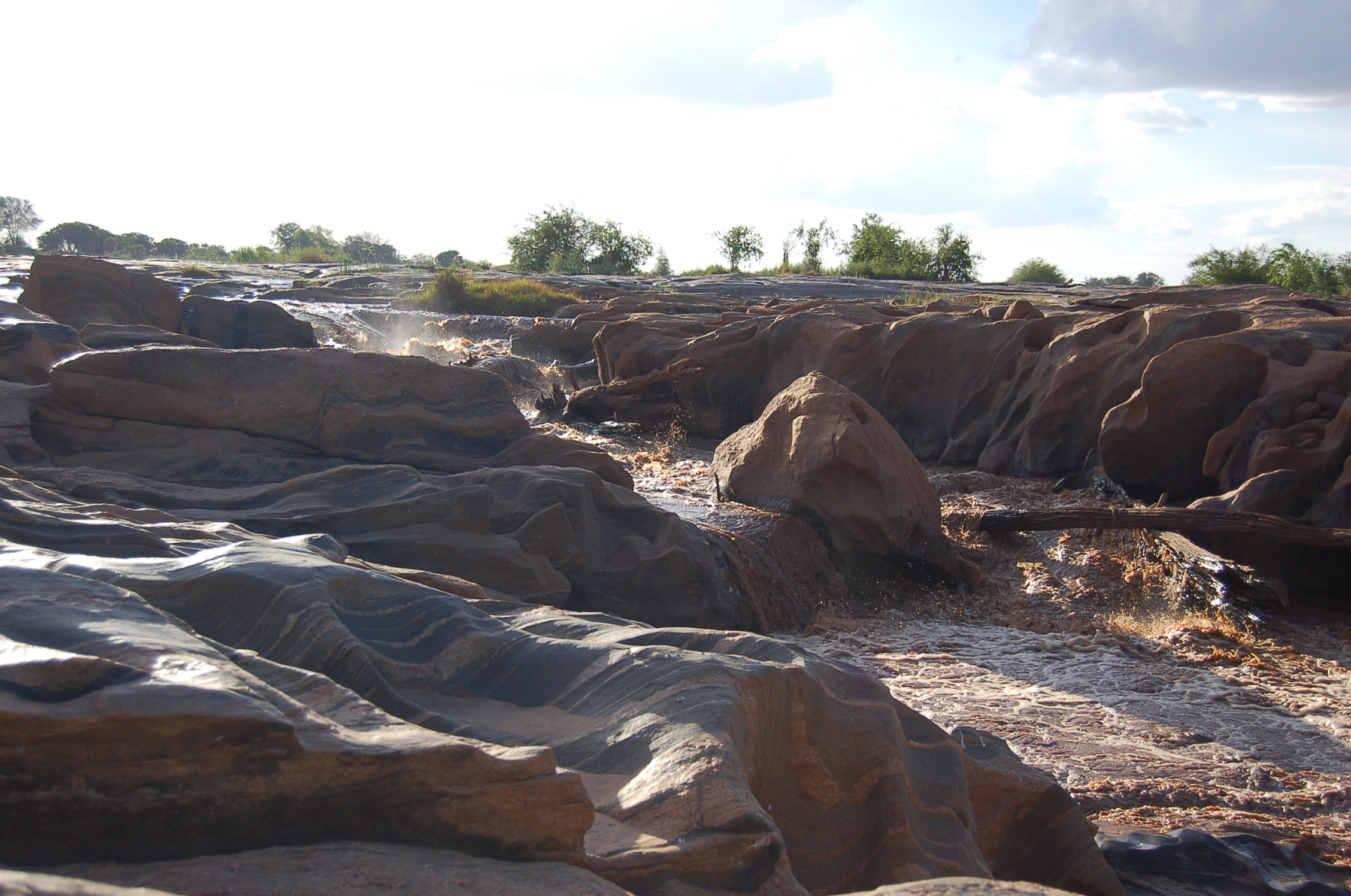
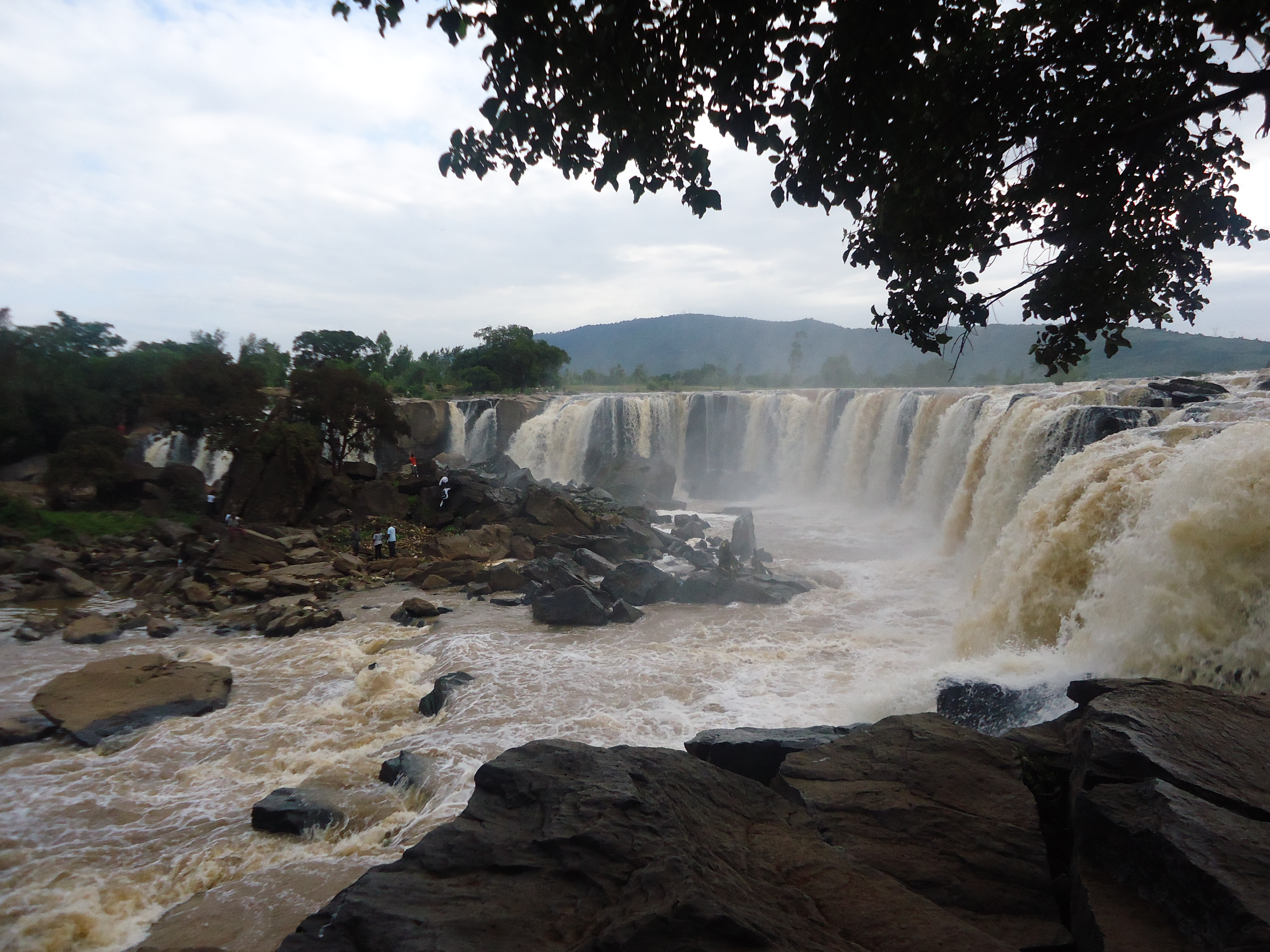